# Baronnies (Pyrénées)
Pour les articles homonymes, voir Baronnies.
Les Baronnies des Pyrénées sont un pays traditionnel de France situé en Gascogne, dans le département des  Hautes-Pyrénées en région Occitanie.

## Géographie

### Topographie
Définies comme région naturelle ou encore pays traditionnel , les Baronnies sont situées au sud d'une ligne Lannemezan - Bagnères-de-Bigorre. Bien que son noyau soit constitué à l'origine des 4 communes de l'ancienne baronnie d'Esparros, il est admis de nos jours qu'elle s'étend sur 26 communes (depuis 2018) :  Argelès-Bagnères, Arrodets, Asque, Avezac-Prat-Lahitte, Banios, Batsère, Benqué-Molère, Bettes, Bonnemazon, Bourg-de-Bigorre, Bulan, Castillon, Esconnets, Escots, Esparros, Espèche, Espieilh, Fréchendets, Labastide, Laborde, Lies, Lomné, Marsas, Sarlabous, Tilhouse, Uzer.

### Hydrographie

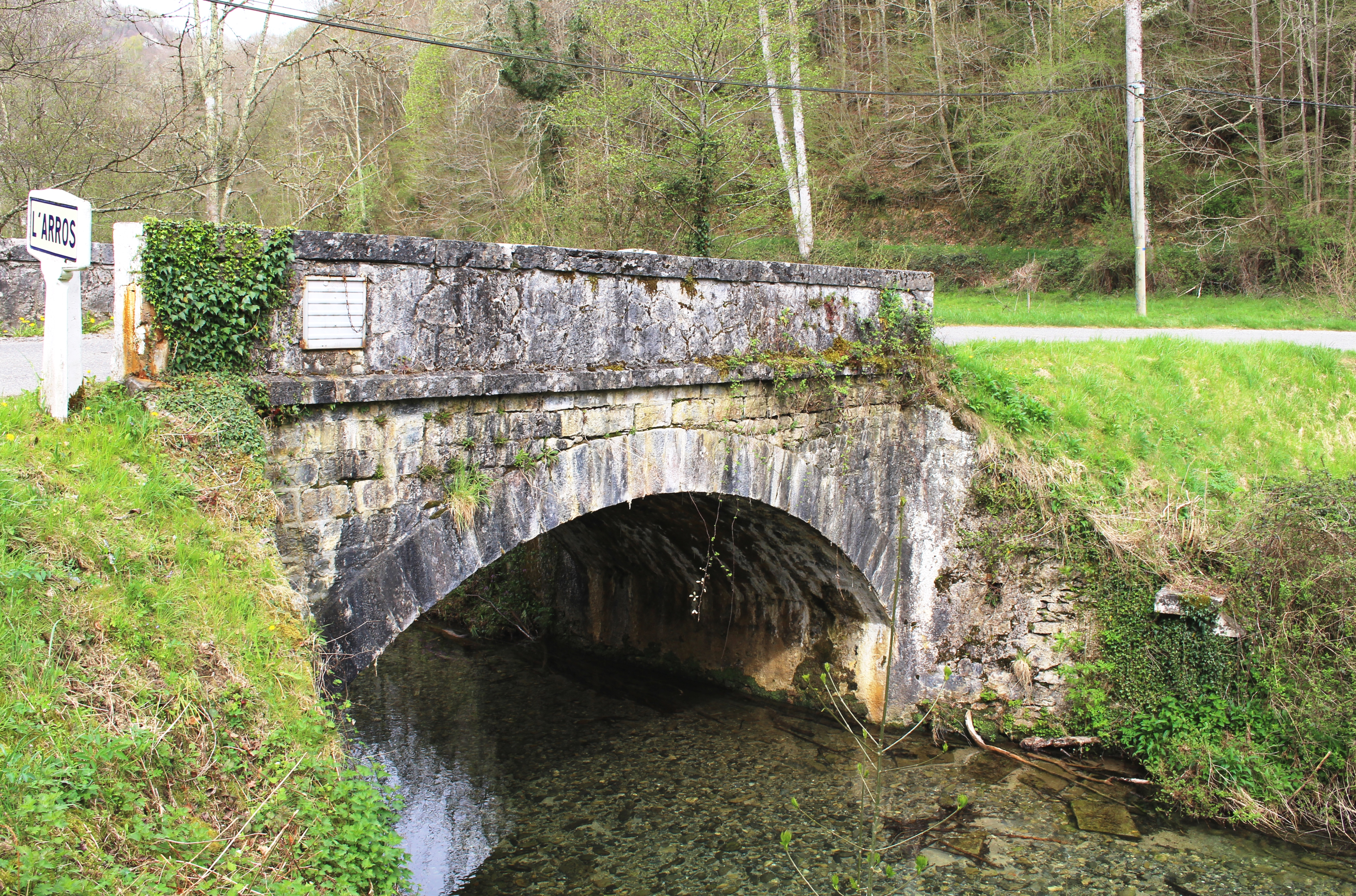
L'Arros à Arrodets.

L'Arros, affluent de rive droite de l'Adour, et qui prend sa source dans les Baronnies, traverse la région du sud au nord.

Ses principaux affluents; l'Esqueda, le ruisseau du Bidaudos, l'Arrouy l'accompagnent dans le territoire.

### Faune et flore
La Gourgue d'Asque est un site remarquable des Baronnies, qui est pourvu d’un parcours d’interprétation de la flore et de la faune. La luxuriance et la profusion de la végétation de cette vallée encaissée lui ont valu le surnom de Petite Amazonie des Pyrénées. L’air saturé d’humidité, qui y est piégé, dépose son eau sur les versants abrupts. La vallée, large dans le bas, se resserre ensuite vers l'Oueil de l’Arros, une source de résurgence lorsqu’il pleut sur le versant opposé, du côté de Campan. Cette vallée montagnarde protégée et humide abrite une grande abondance de mousses qui tombent en cascade des arbres et des buis séculaires. 
La flore vasculaire y est particulièrement riche : nombreuses fougères – dont des scolopendres géantes (Phyllitis scolopendrium (L.) Newman) –, crépide des marais (Crepis paludosa  (L.) Moench), pavot du Pays de Galles (Meconopsis cambrica (L.) Vig.) – une espèce atlantique qu’on rencontre dans les régions autour du Golfe de Biscaye, au Pays de Galles et en Irlande –, scille lis-jacinthe (Scilla lilio-hyacinthus L.)  – une scille à gros bulbe écailleux qui ressemble à celui d’un lis –, julienne des dames à fleurs blanches (Hesperis matronalis L. subsp. candida (Kit.) Hegi & Em.Schmid), saxifrage hirsute (Saxifraga hirsuta L.), dentaire digitée (Cardamine pentaphyllos (L.) Crantz), androsème (Hypericum androsaemum L.) – dont les inflorescences fructifiées sont fréquemment utilisées dans les bouquets et les montages floraux –, etc. Sur les rochers ensoleillés pousse le millepertuis à sous (Hypericum nummularium L.), une espèce calcicole endémique, qu’on trouve aussi localement dans les Alpes françaises (Massif de la Chartreuse).

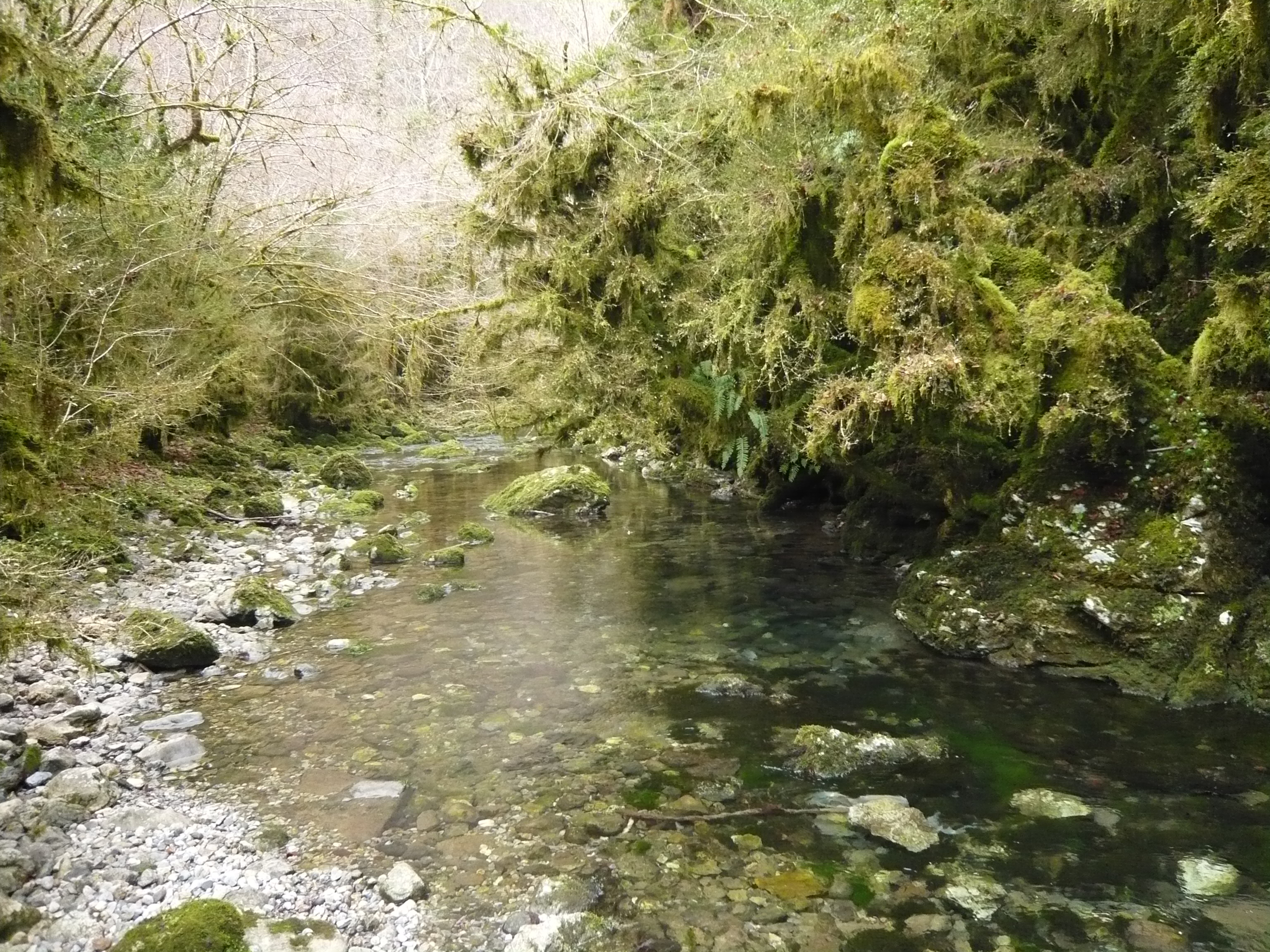
La rivière Arros près de sa source
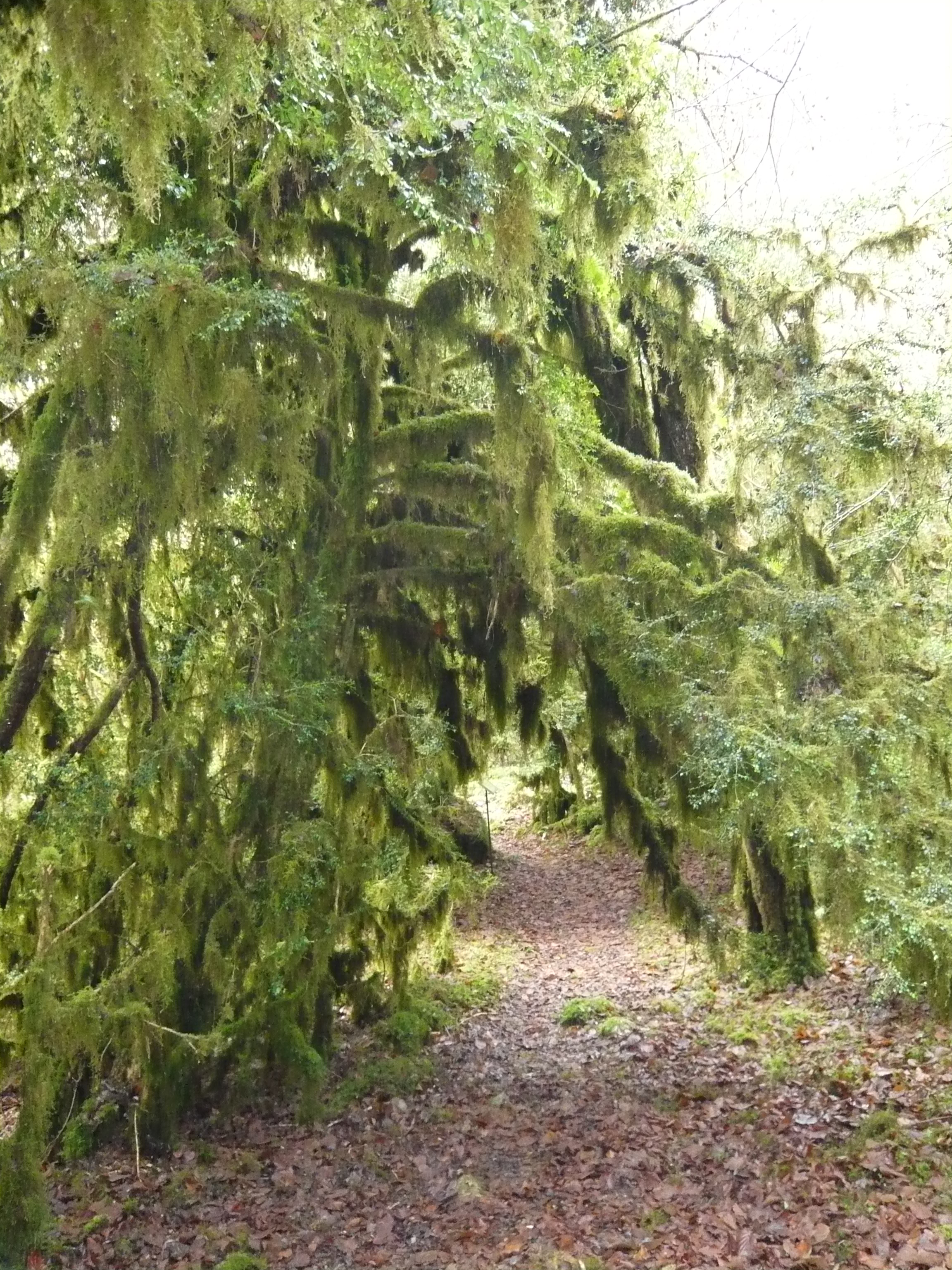
Végétation sur les berges de l'Arros près de sa source

### Climat
La région bénéficie d’un « climat océanique dégradé des plaines du Centre et du Nord », selon la typologie des climats en France définie en 2010. Ce type ne concerne que quelques communes de Hautes-PyrénéesLe climat reste océanique mais avec de belles dégradations. Les températures sont intermédiaires et les précipitations sont faibles (moins de 700 mm de cumul annuel), surtout en été, mais les pluies tombent en moyenne sur 12 jours en janvier et sur 8 en juillet, valeurs moyennes rapportées à l’ensemble français. La variabilité interannuelle des précipitations est minimale tandis que celle des températures est élevée

### Communes

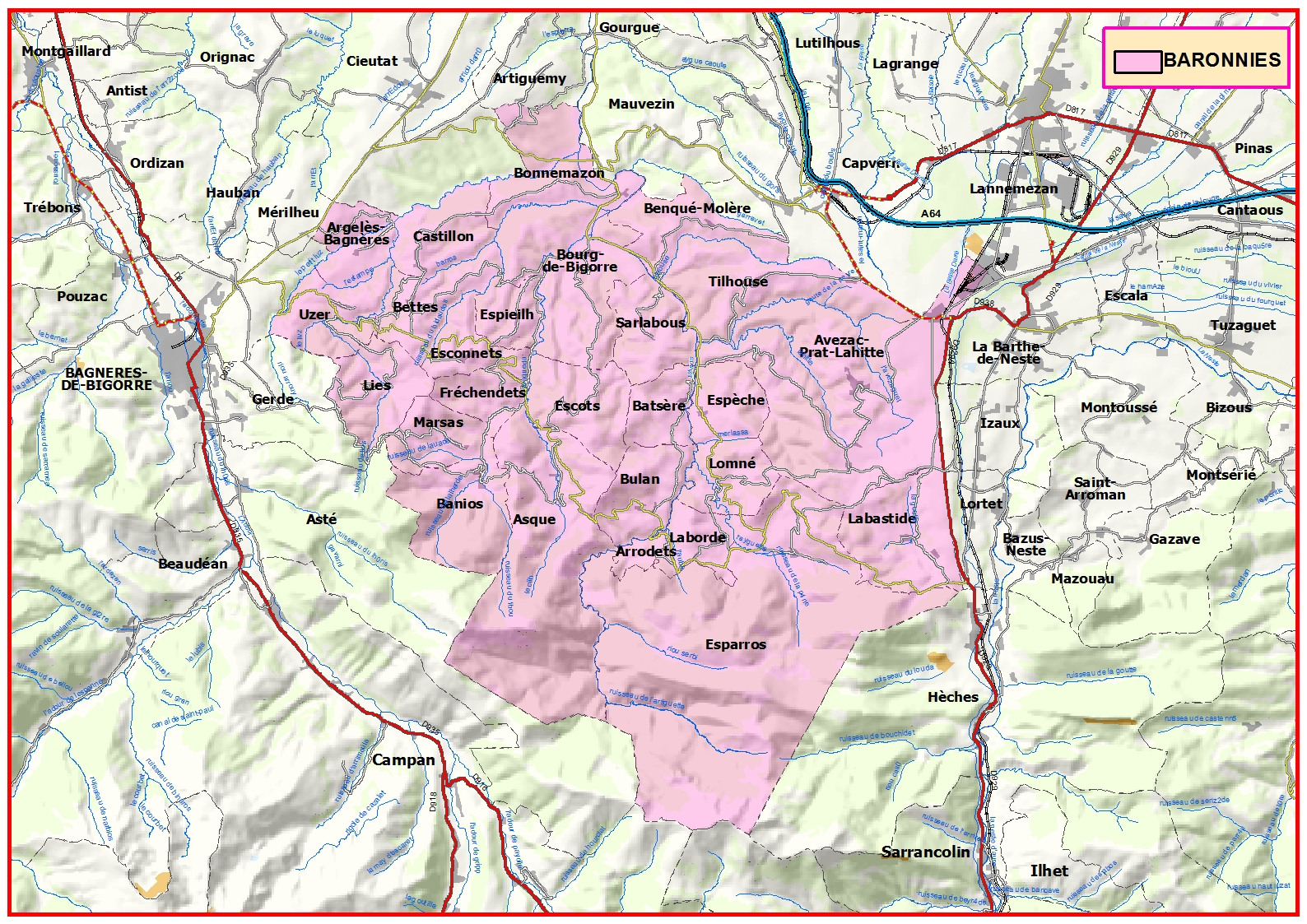
Baronnies des Pyrénées.

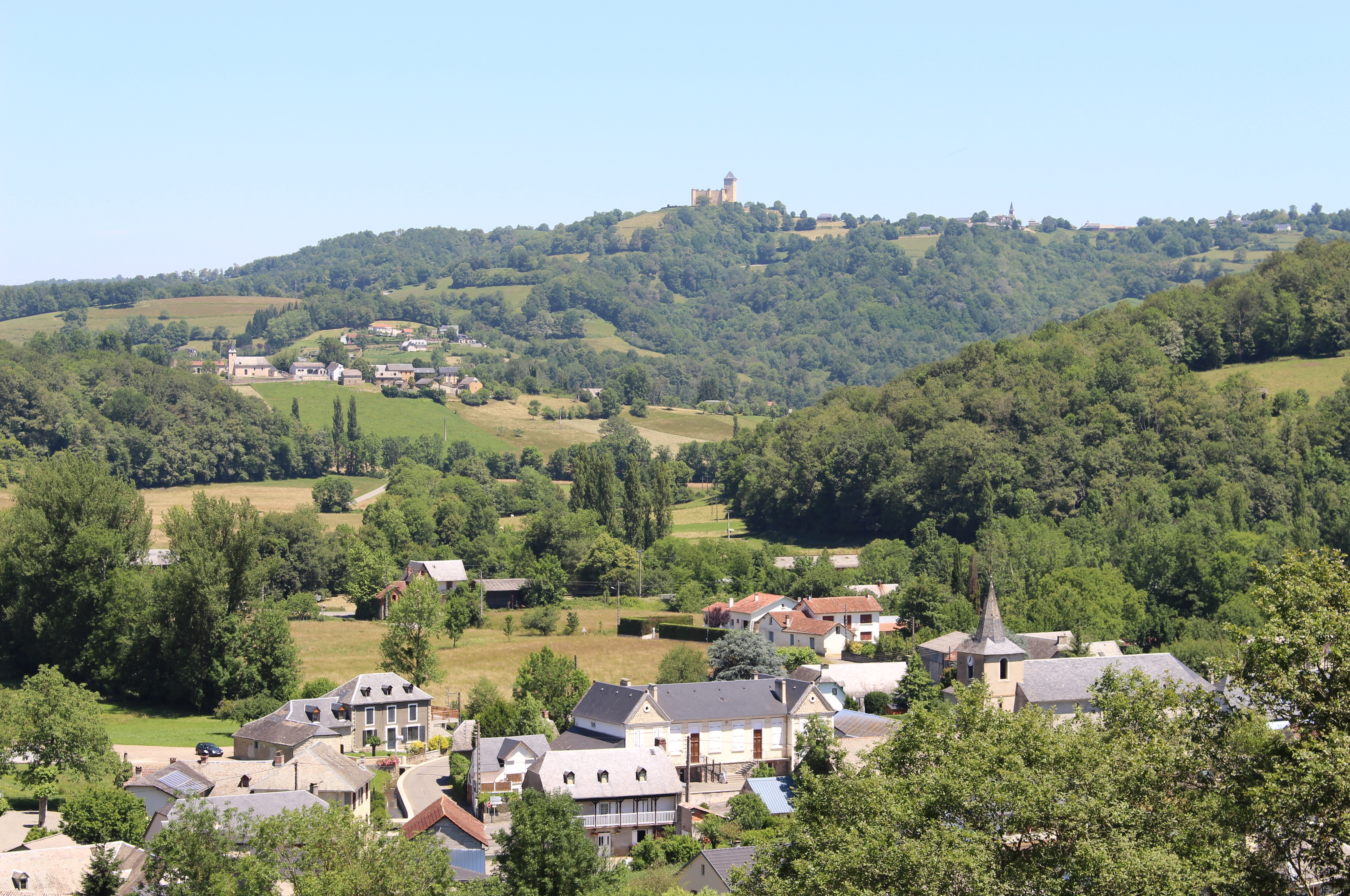
Paysage des Baronnies,vue du château de Mauvezin

| Commune             | Population (2020) | Superficie (km²) | Altitude (mini) | Altitude (maxi) | Illustration |
| ------------------- | ----------------- | ---------------- | --------------- | --------------- | ------------ |
| Argelès-Bagnères    | 103               | 2.62             | 391             | 567             |              |
| Arrodets            | 23                | 0,98             | 421             | 702             |              |
| Asque               | 120               | 15,88            | 433             | 1628            |              |
| Avezac-Prat-Lahitte | 582               | 17,81            | 380             | 733             |              |
| Banios              | 65                | 5,26             | 468             | 1145            |              |
| Batsère             | 36                | 2,30             | 387             | 634             |              |
| Benqué-Molère       | 137               | 3,79             | 329             | 611             |              |
| Bettes              | 60                | 3,38             | 395             | 723             |              |
| Bonnemazon          | 71                | 5,00             | 307             | 513             |              |
| Bourg-de-Bigorre    | 196               | 7,92             | 331             | 574             |              |
| Bulan               | 59                | 3,41             | 392             | 826             |              |
| Castillon           | 76                | 3,32             | 334             | 585             |              |
| Esconnets           | 34                | 2,31             | 389             | 725             |              |
| Escots              | 44                | 4,06             | 388             | 770             |              |
| Esparros            | 166               | 32,56            | 439             | 1924            |              |
| Espèche             | 42                | 2,67             | 392             | 619             |              |
| Espieilh            | 25                | 2,12             | 360             | 568             |              |
| Fréchendets         | 31                | 2,02             | 416             | 735             |              |
| Labastide           | 148               | 5,58             | 532             | 800             |              |
| Laborde             | 84                | 1,82             | 416             | 610             |              |
| Lies                | 74                | 3,66             | 530             | 810             |              |
| Lomné               | 36                | 2,94             | 393             | 703             |              |
| Marsas              | 65                | 2,77             | 454             | 840             |              |
| Sarlabous           | 78                | 3,39             | 344             | 593             |              |
| Tilhouse            | 225               | 6,51             | 353             | 664             |              |
| Uzer                | 104               | 3,48             | 437             | 722             |              |

## Histoire
La baronnie d'Esparros a appartenu durant de longues années aux Barons de Cardaillac.

## Protection environnementale
La région fait partie d'une zone naturelle protégée, classée ZNIEFF de type 2, (20 367 ha), couvrant 43 communes du département.

## Démographie et économie
Les Baronnies ont connu depuis le milieu du XVIIIe siècle un déclin démographique important accompagné d'une crise économique durable. Comme de nombreuses régions rurales de moyenne montagne, les Baronnies ont vu dans les années 1970-1985 un relatif retour à la terre (élevage, fromagerie, artisanat), qui n'a cependant pas enrayé le déclin de l'activité agricole. Au cours des années 1973-1980, cette région a fait l'objet d'une recherche par une équipe pluridisciplinaire de l'EHESS couvrant les aspects démographie historique, histoire socio-économique, évolution économique, habitudes alimentaires, hématologie génétique. 

## Culture locale et patrimoine

### Cinéma
C'est pour les paysages de cette région que Le Pacte des loups y  a été tourné, bien que l'action se déroule en Gévaudan.

### Sport

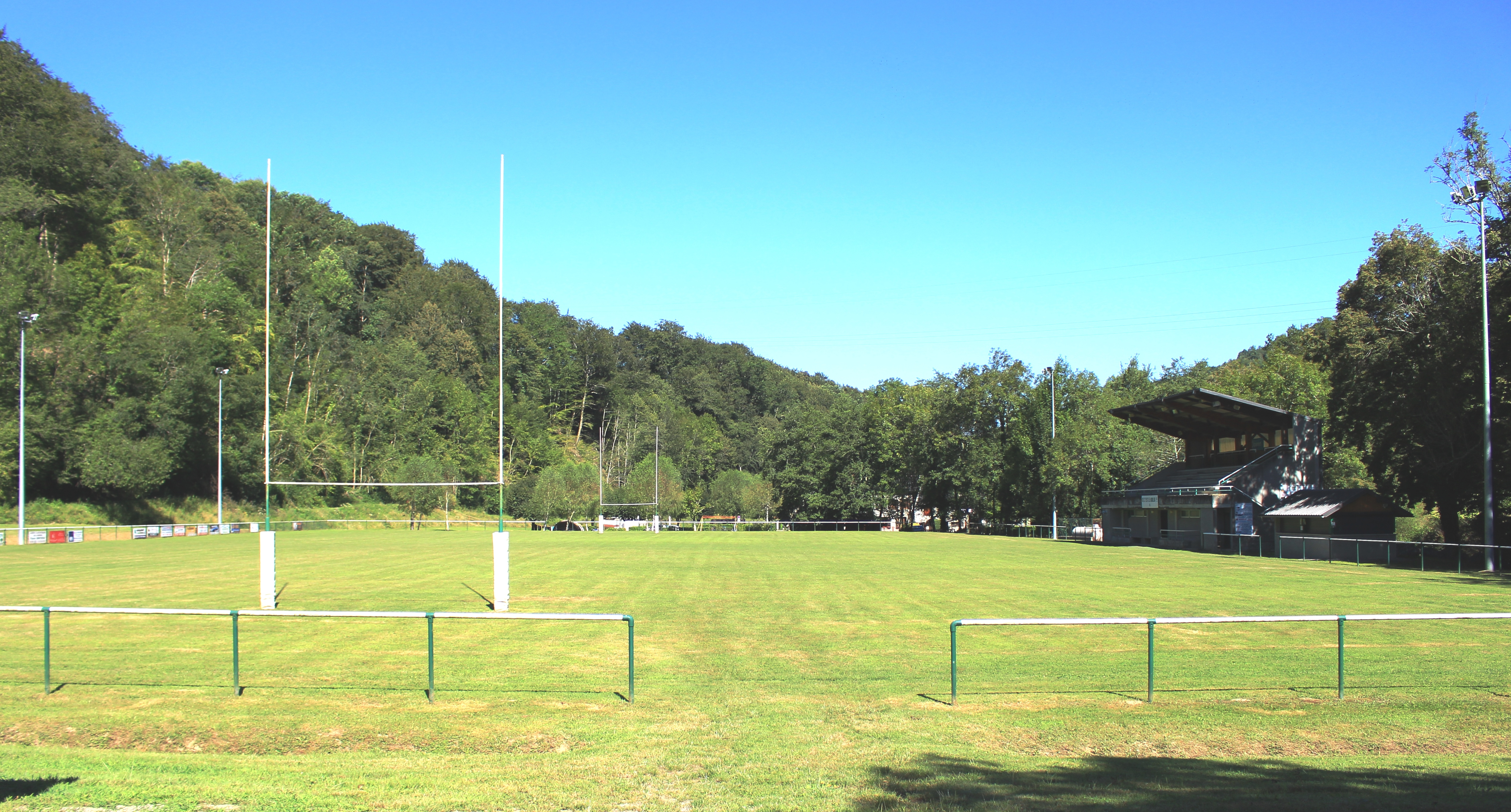
Le stade André-Bruzaud à Sarlabous en 2020.

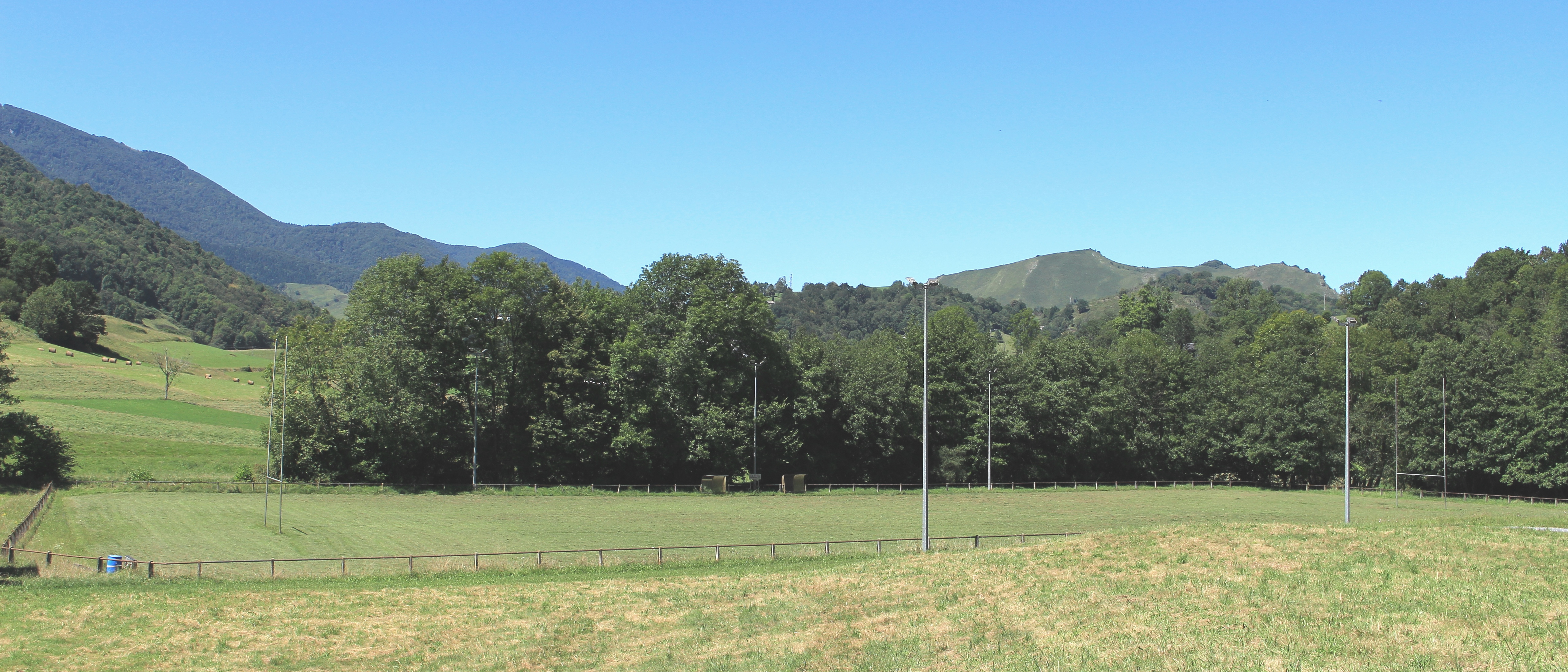
Le stade de la Ribère en 2020.

- L'Entente sportive des Baronnies (ESB) est connue pour son équipe de rugby, les « barons », habillés en vert et blanc. Leur stade se situe à proximité du moulin sur l'Arros de Sarlabous. En 2013, les « barons » ont remporté le Championnat de France Promotion d’Honneur de rugby à XV.

- L'Union Sportive Ayguette autre équipe de rugby des Baronnies a été créée en 1985. Ses couleurs sont bleu et blanc et son terrain, le stade de la Ribère est situé à Esparros. En 1994 cette équipe a été - Champion Armagnac-Bigorre en 4e série et Champion de France en 4e série

- Le CPL club du plantier Labordais accueille les joueurs de quilles de 9.

### Gastronomie
La garbure au porc noir dit « porc gascon » est une spécialité des Baronnies.

## Tourisme
Les nombreux sentiers de randonnées balisés et notamment le sentier de grande randonnée de pays Tour des Baronnies de Bigorre, accessibles à tous permettent de visiter la vallée.

## Galerie d'images

Sélection de vues des églises.
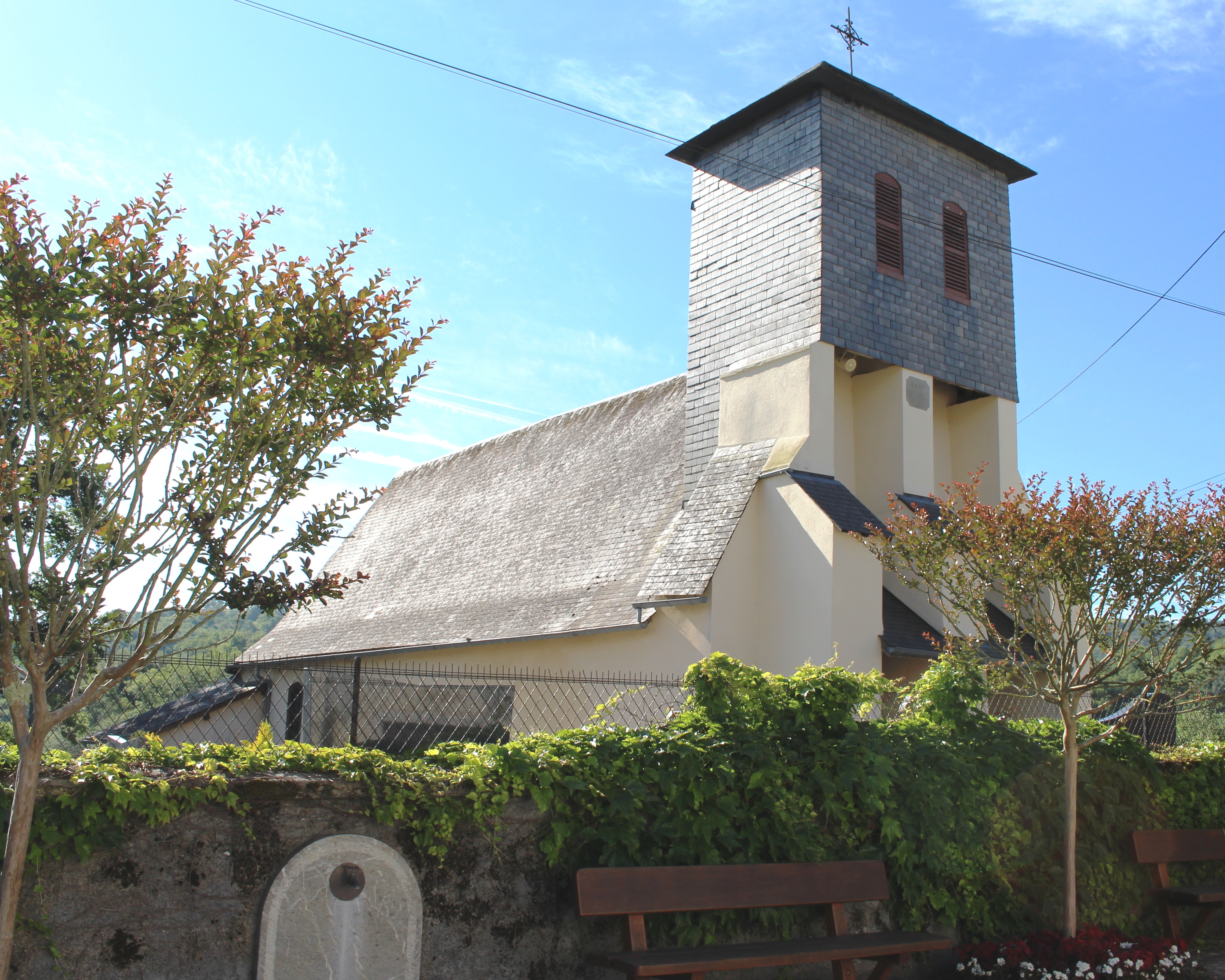
L'église d'Argelès-Bagnères.
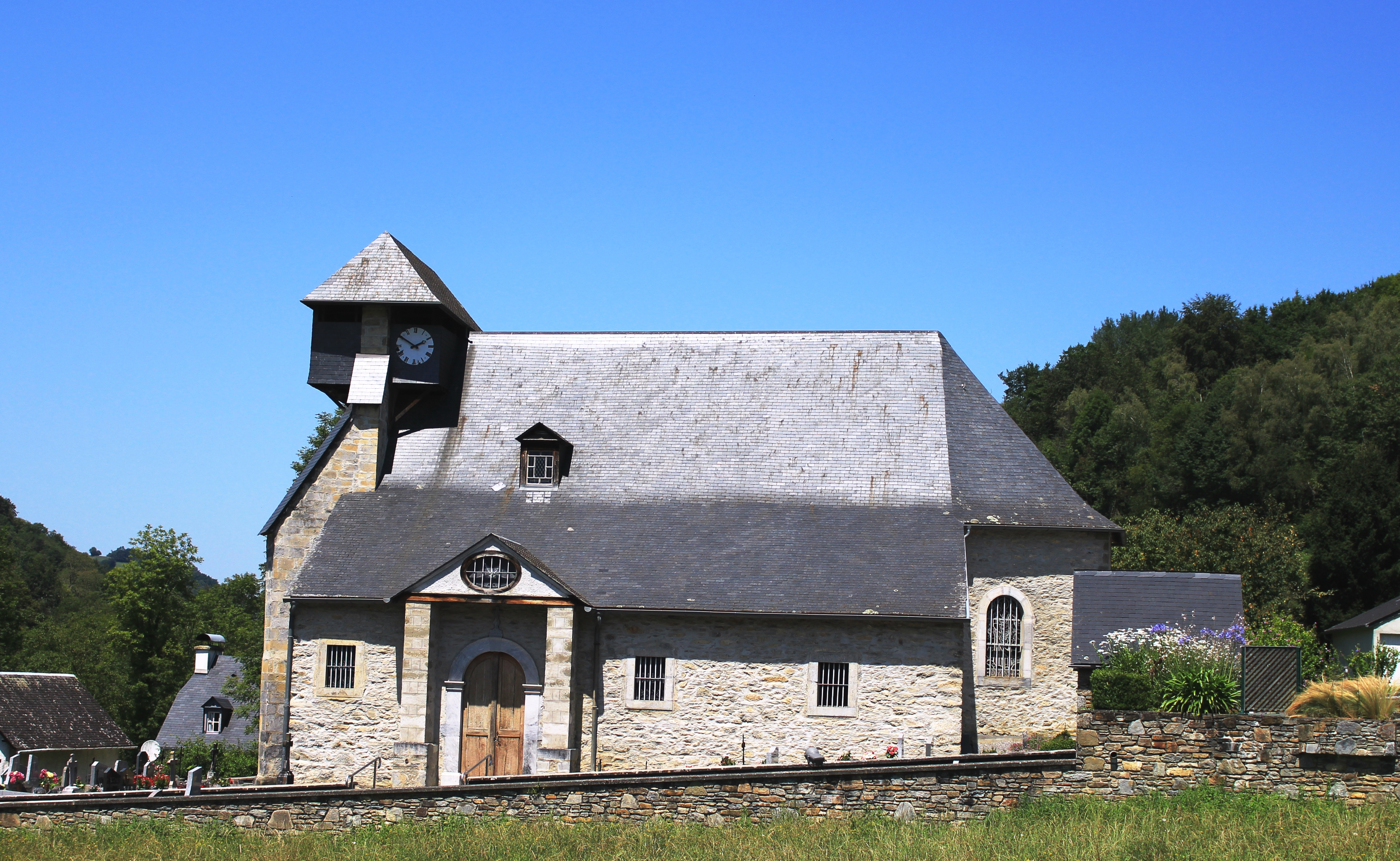
L'église d'Asque.
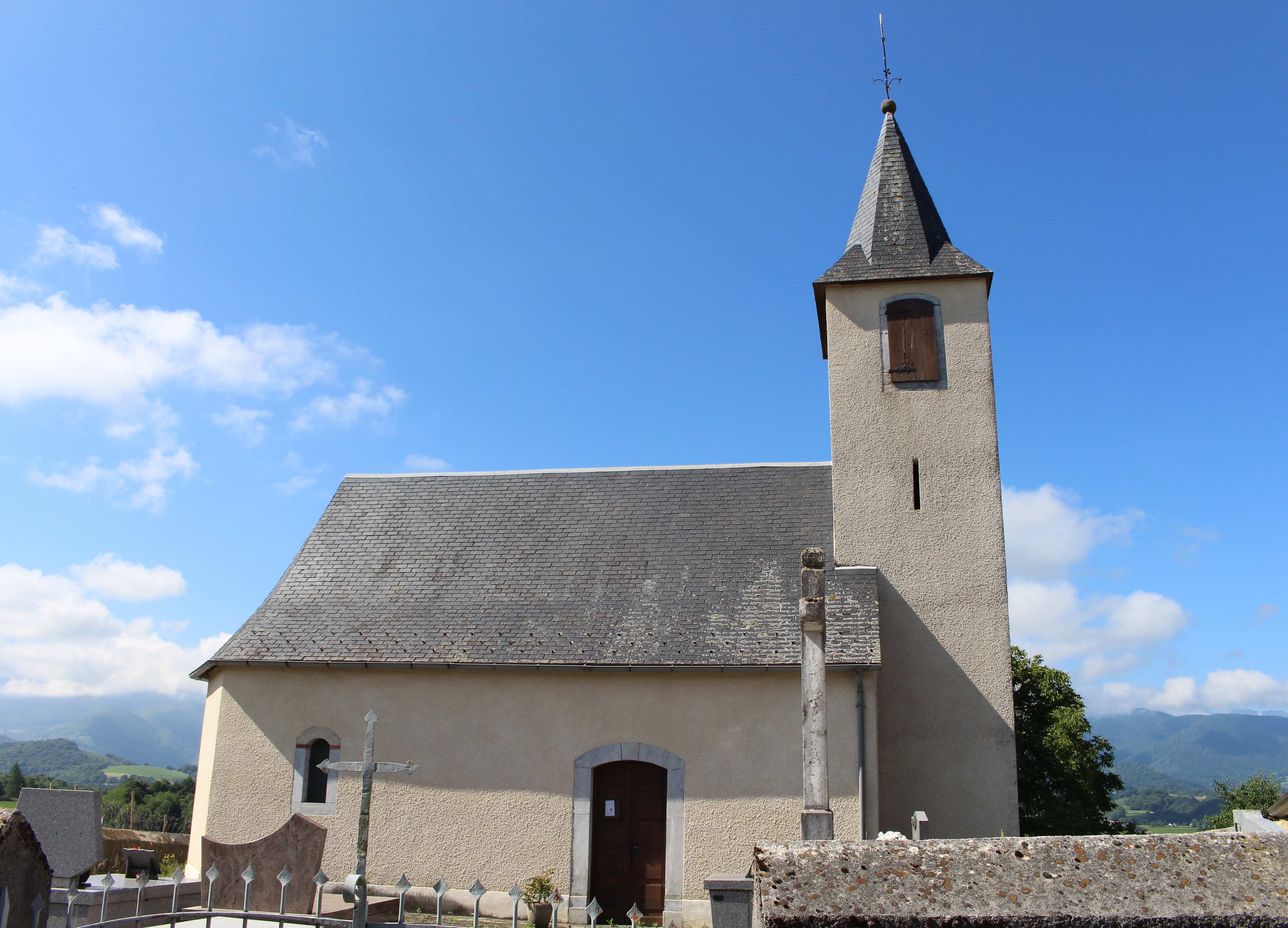
L'église de Molère.
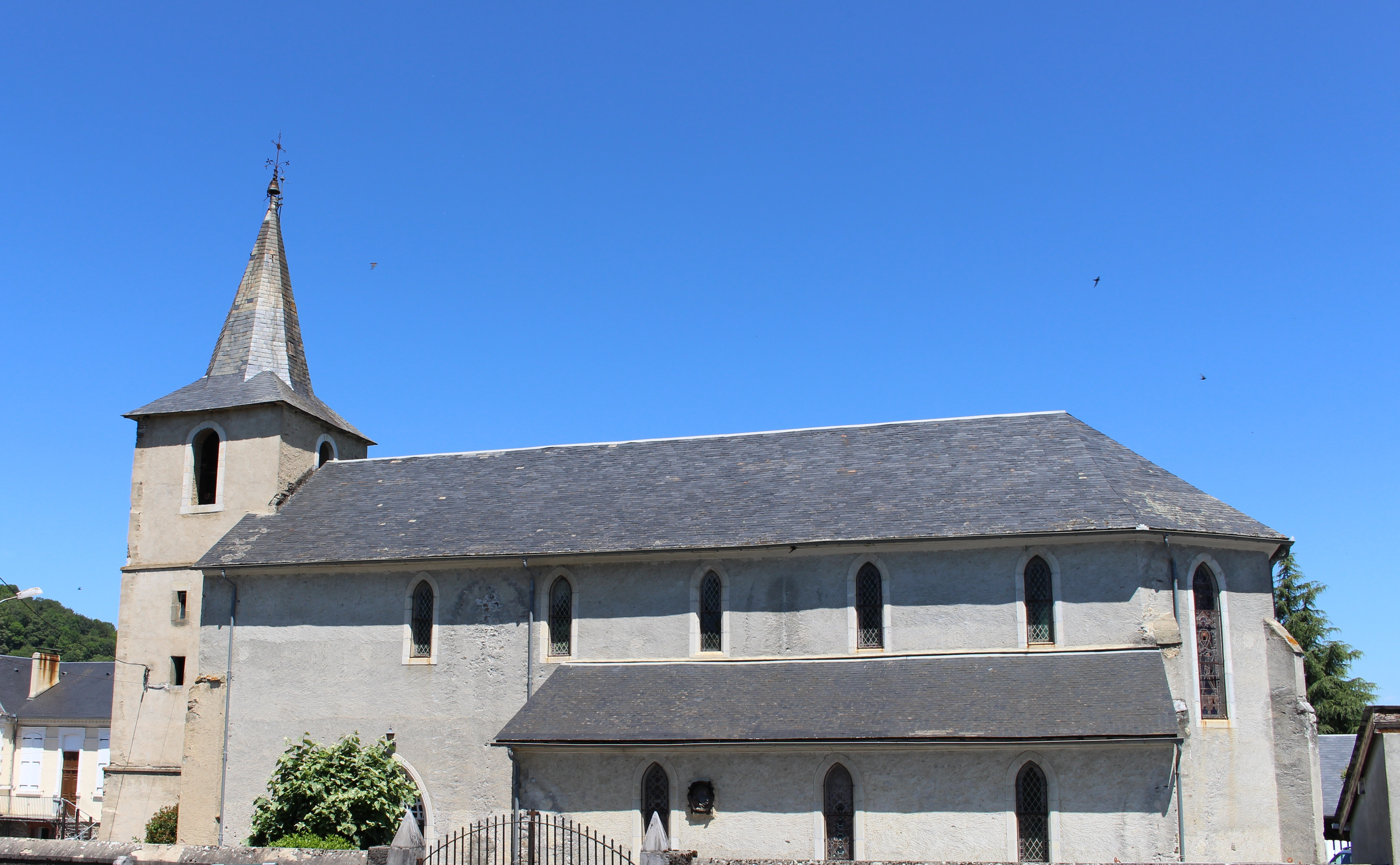
L'église de Bourg-de-Bigorre.
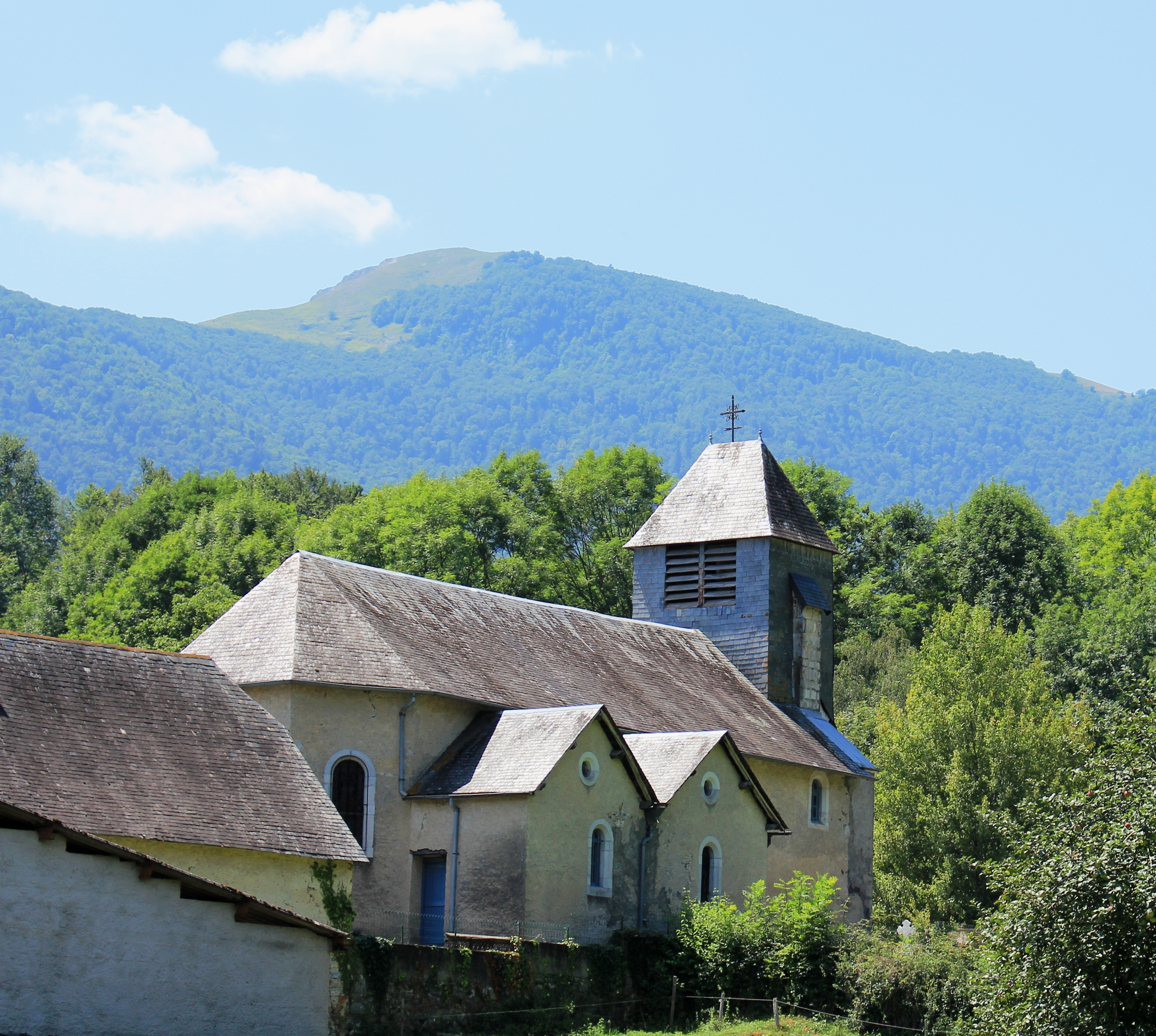
L'église de Bulan.
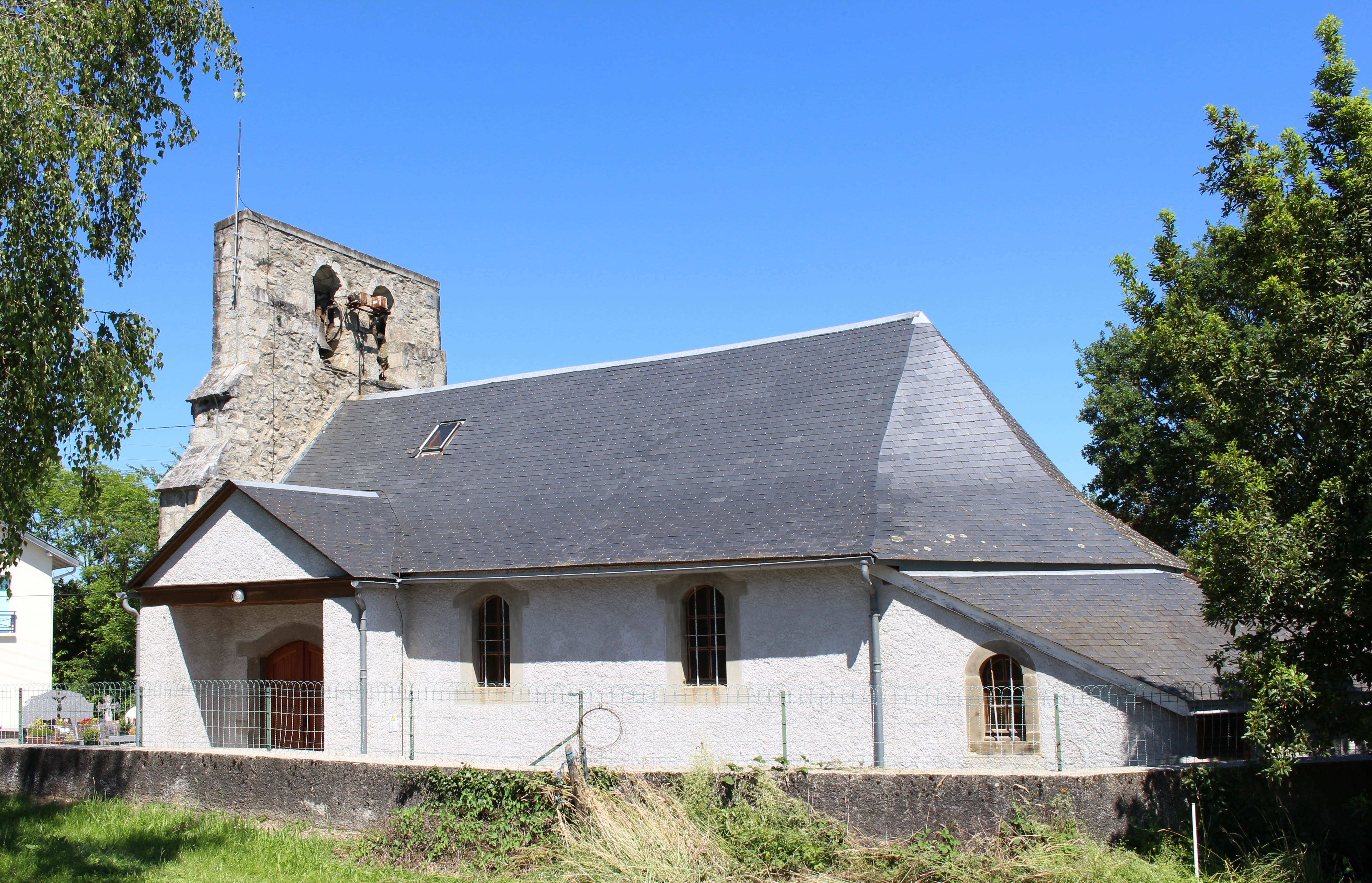
L'église d'Espieilh.
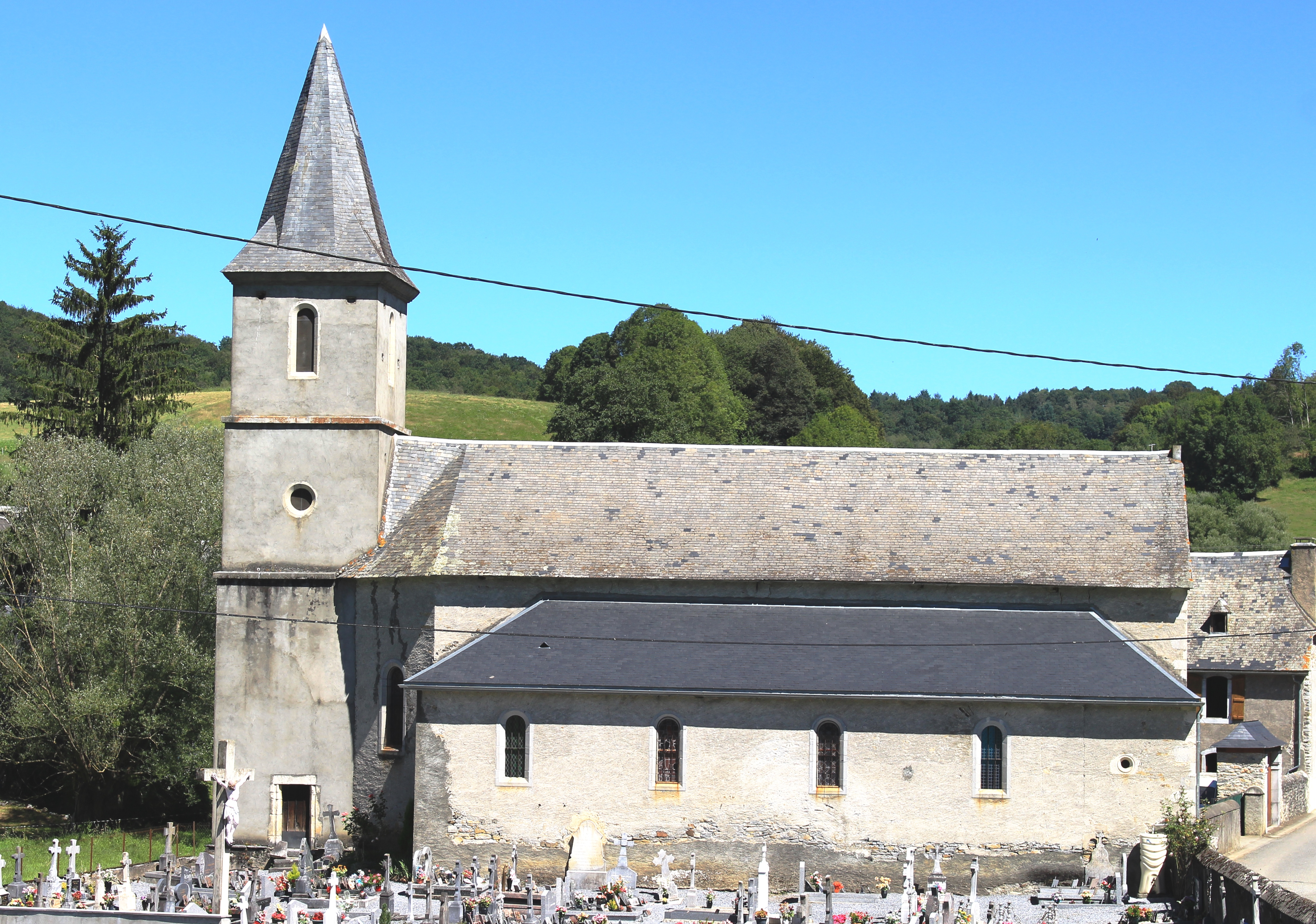
L'église de Labastide.
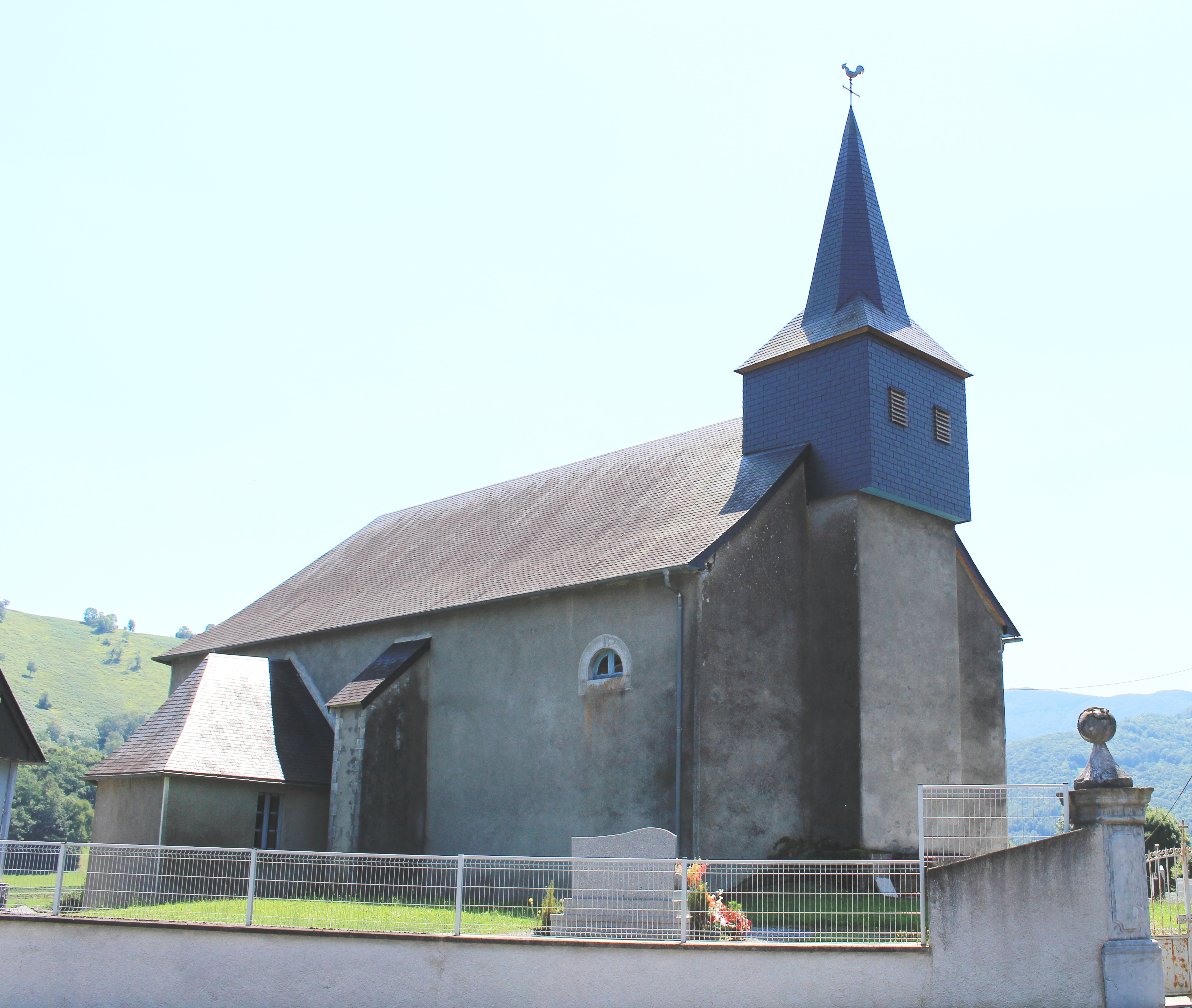
L'église de Lomné.
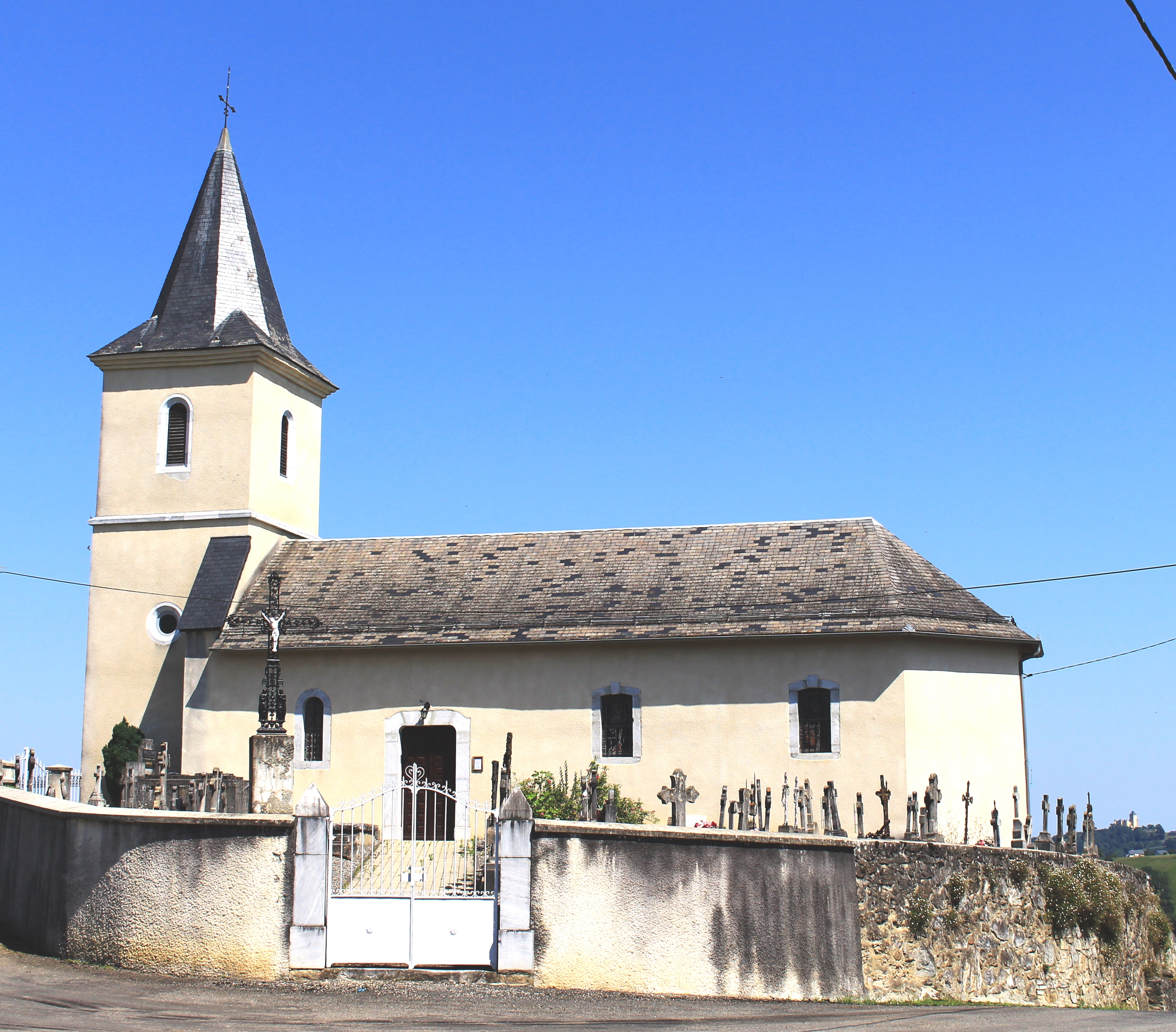
L'église de Sarlabous.
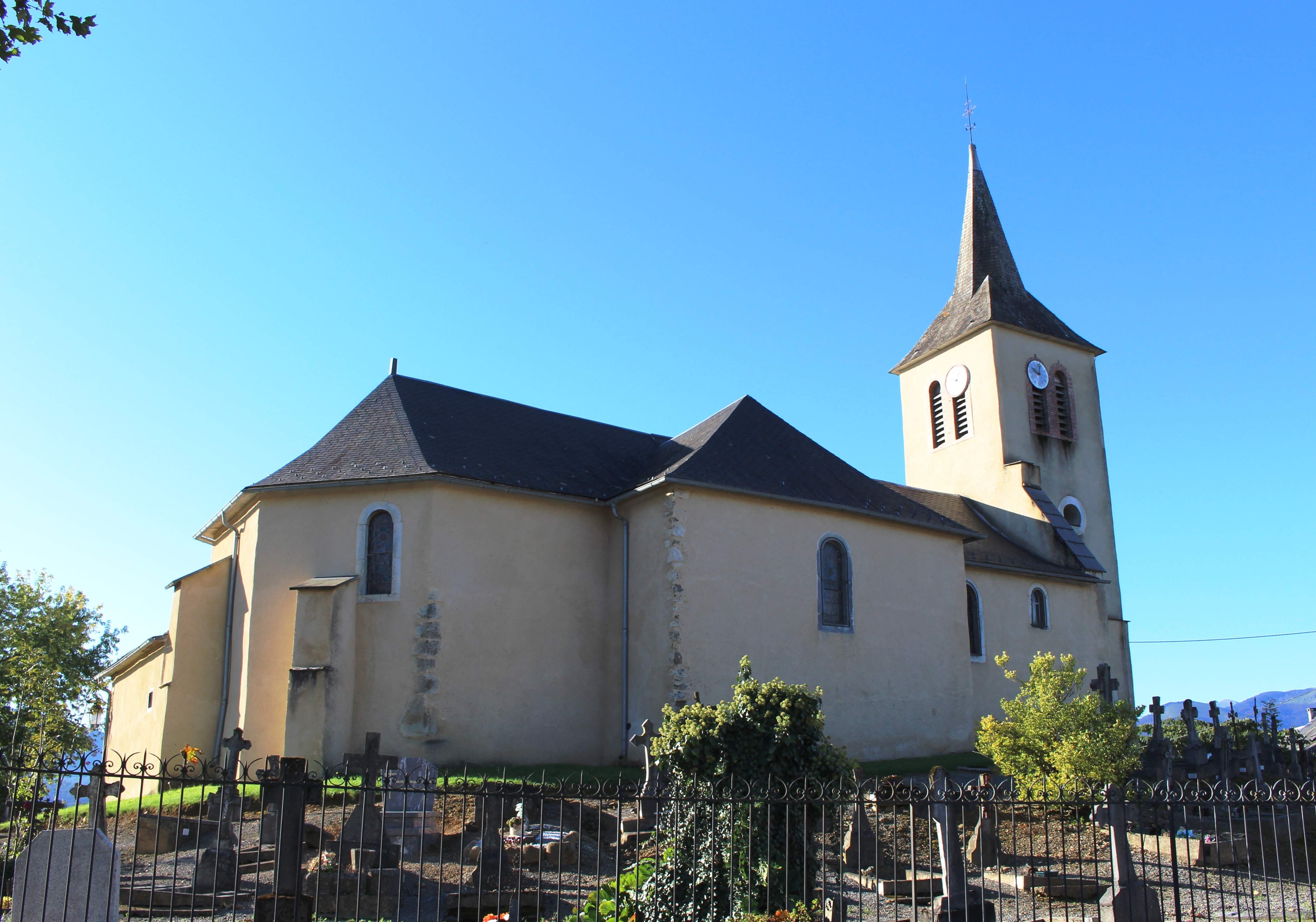
L'église de Tilhouse.